# Веребушки
Вере́бушки (бел. Вярэ́бушкі, пол. Wierebuszki) — деревня в Сморгонском районе Гродненской области Белоруссии.
Входит в состав Кревского сельсовета.
Расположена в южной части района на реке Кревлянка к северо-западу от места впадения в неё реки Малявка. Расстояние до районного центра Сморгонь по автодороге — около 28 км, до центра сельсовета агрогородка Крево по прямой — 5,5 км. Ближайшие населённые пункты — Балобаны, Новосёлки, Ордаши. Площадь занимаемой территории составляет 0,5690 км², протяжённость границ 7390 м.
Согласно переписи население деревни в 1999 году насчитывало 92 жителя.
До 2008 года Веребушки входили в состав Ордашинского сельсовета.
Автомобильной дорогой местного значения Н6729 деревня связана с дорогой Н6128 Крево — Ордаши.
Через Веребушки проходят регулярные автобусные маршруты:
- Сморгонь — Коптевичи
- Сморгонь — Ордаши